# Jenn Dodds
Jennifer Dodds, detta Jenn (Edimburgo, 1º ottobre 1991), è una giocatrice di curling scozzese.

## Carriera
Nel 2021 si è laureata campionessa europea nella rassegna continentale di Lillehammer; nello stesso anno ha vinto anche il Mondiale di doppio misto insieme a Bruce Mouat.
Nel 2022 ai Giochi Olimpici di Pechino si laurea campionessa olimpica rappresentando la Gran Bretagna nel team di Eve Muirhead.

## Palmarès

### Giochi Olimpici
- Oro a Pechino 2022.

### Mondiali misti
- Oro ad Aberdeen 2021;
- Argento a Fredericton 2025.

### Mondiali junior
- Argento a Soči 2013.

### Europei
- Oro a Lillehammer 2021;
- Argento a Helsingborg 2019.
- Bronzo a Lohja 2024.